# (7106) Kondakov
(7106) Kondakov est un astéroïde de la ceinture principale.

## Description
(7106) Kondakov est un astéroïde de la ceinture principale. Il fut découvert le 8 août 1978 à Naoutchnyï par Nikolaï Tchernykh. Il présente une orbite caractérisée par un demi-grand axe de 2,80 UA, une excentricité de 0,18 et une inclinaison de 9,9° par rapport à l'écliptique.

## Compléments